# Tre bröder

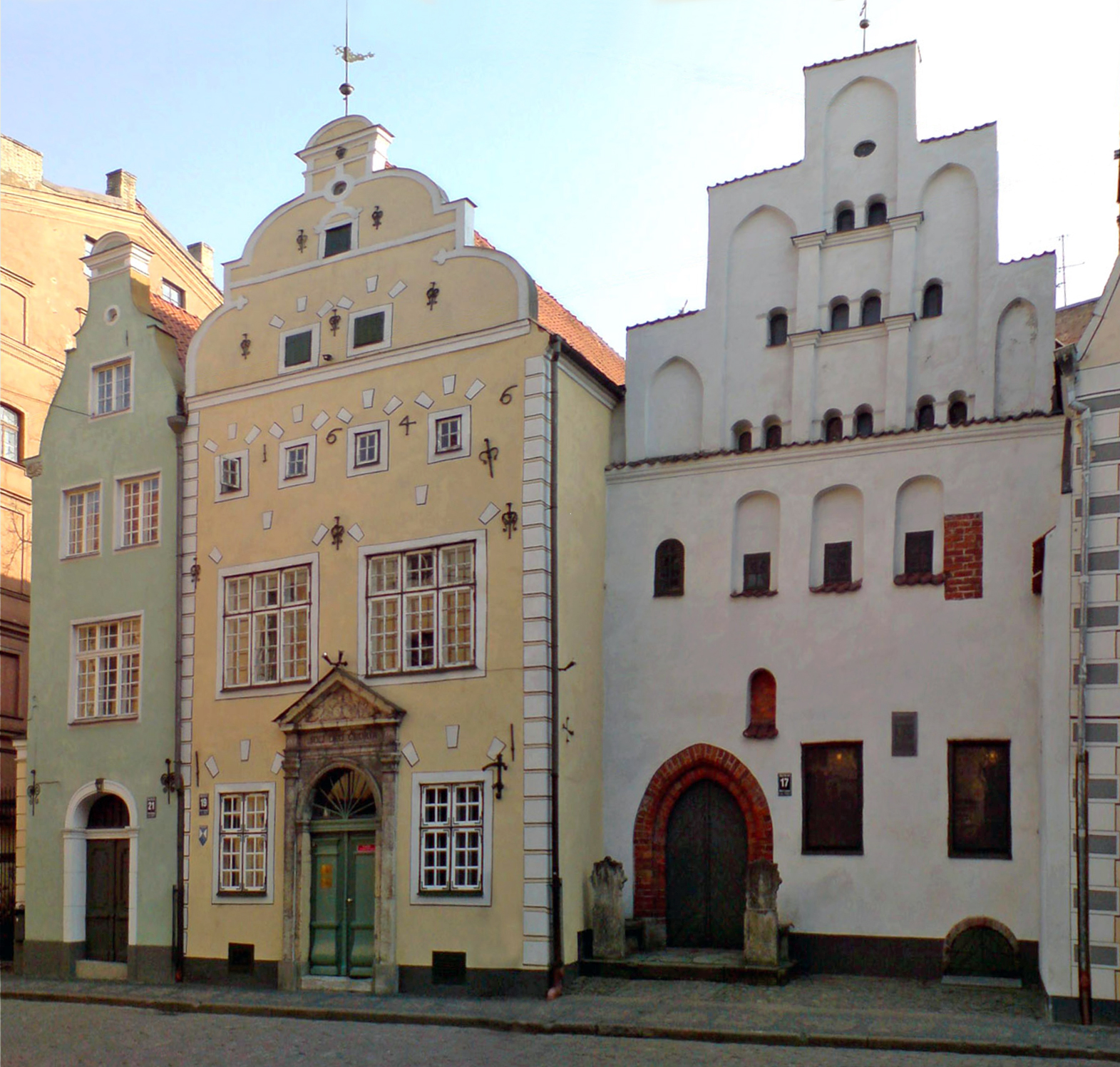
Tre bröder

Tre bröder (lettiska: Trīs brāļi) är tre gamla byggnader, som ligger på gatan Mazā Pils nummer 17, 19 och 21 i Vecrīga ("Gamla stan") i Riga i Lettland.  
Den ljusaste av byggnaderna är det äldsta bevarade bostadshuset i Riga. Det byggdes i slutet av 1400-talet och karakteriseras av den medeltida trappgaveln, gotiska dekorationer och vissa renässansdetaljer.
De två andra byggnaderna som utgör de tre bröderna är av något yngre datum. Den gula byggnaden på Mazā Pils 19 har en exteriör från 1646, influerad av nederländsk manierism, men dess stenport lades till drygt hundra år senare, år 1746.
Det tredje huset, på Mazā Pils 21, är en smal barockbyggnad som fick sitt nuvarande utseende under sent 1600-tal.
I byggnaderna huserar sedan 1995 Lettlands arkitekturmuseum, som drivs av Lettiska statens inspektion för kulturskydd.

## Fler bilder

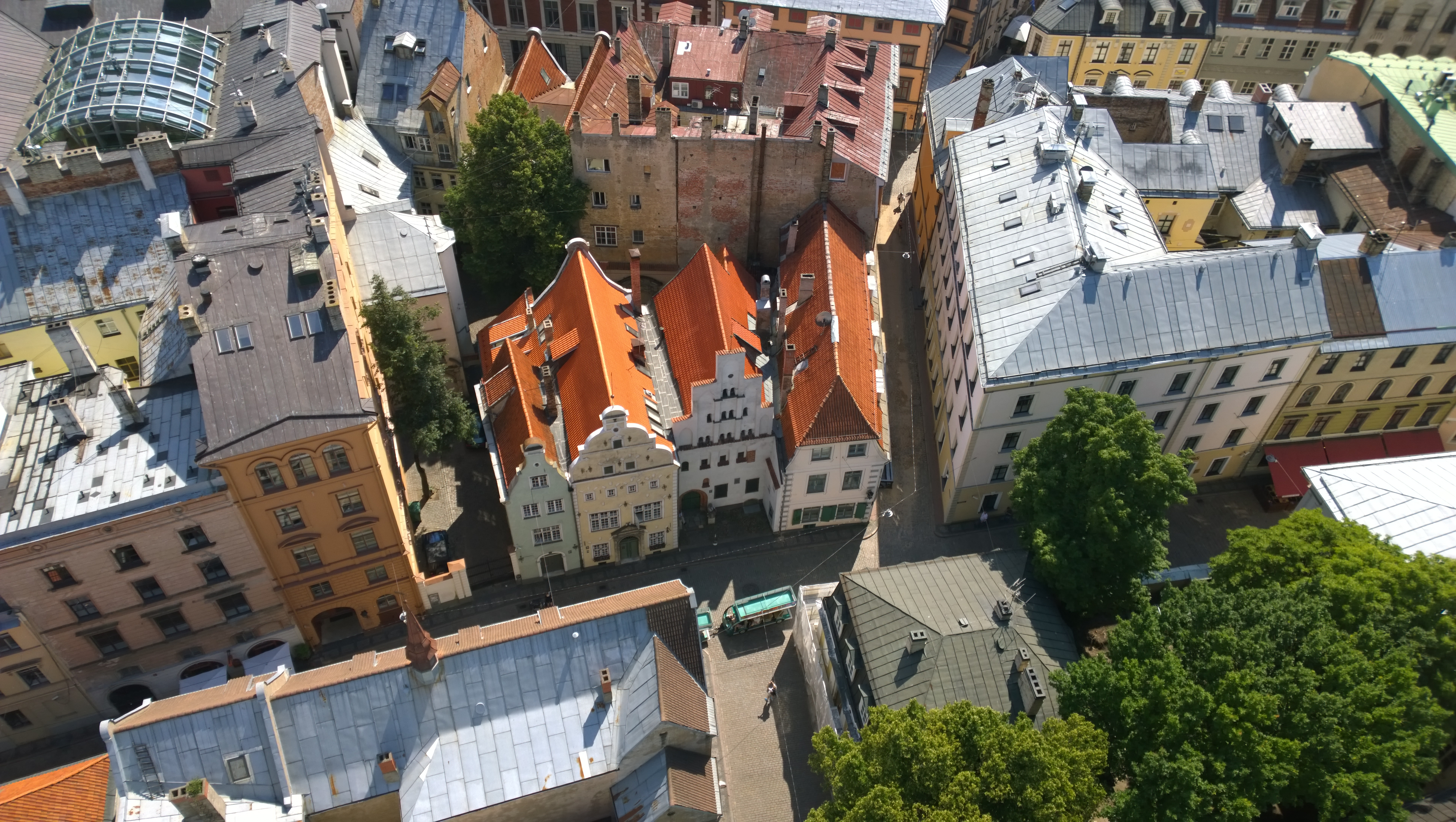
Flygbild över de tre bröderna
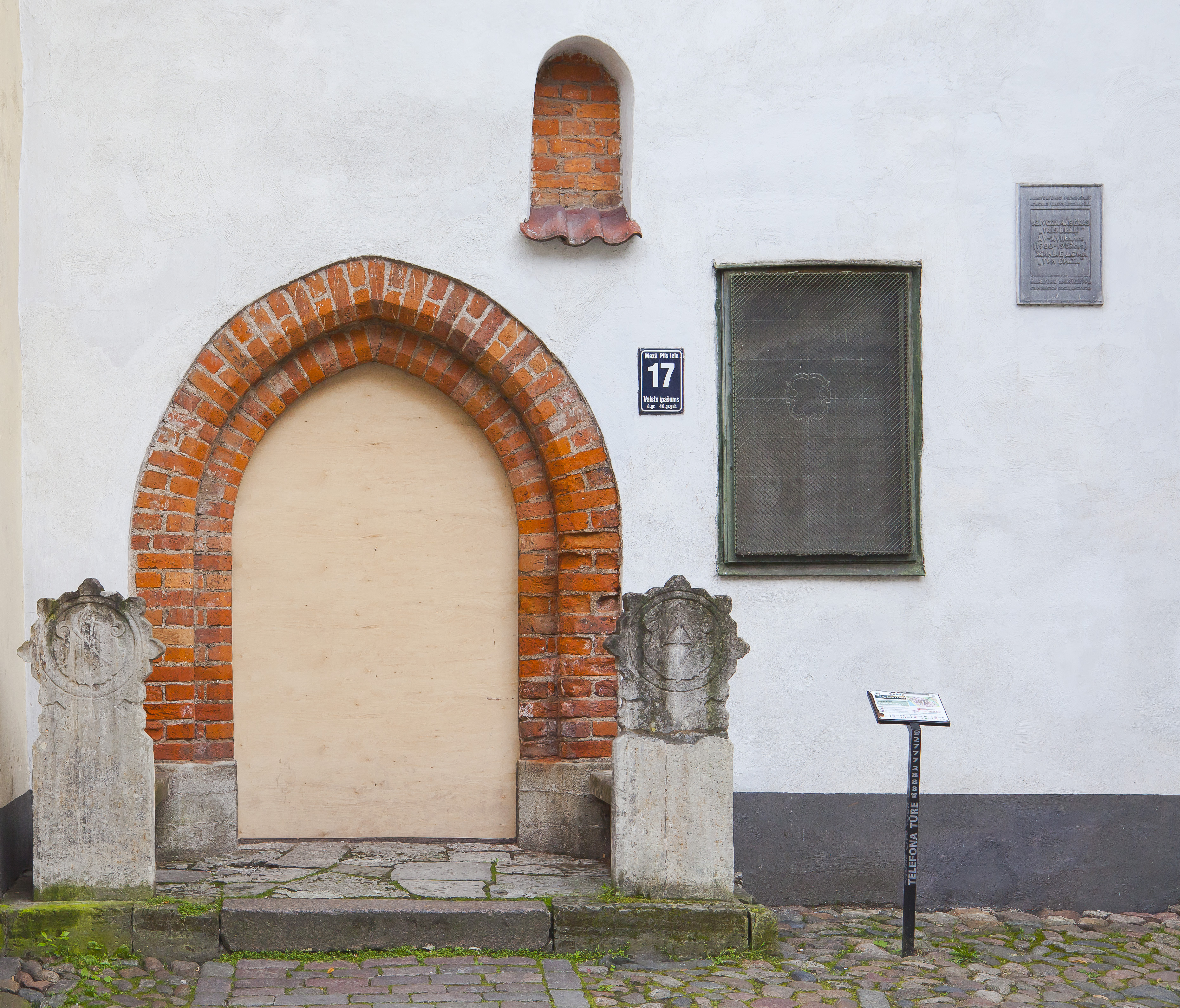
Mazā Pils 17
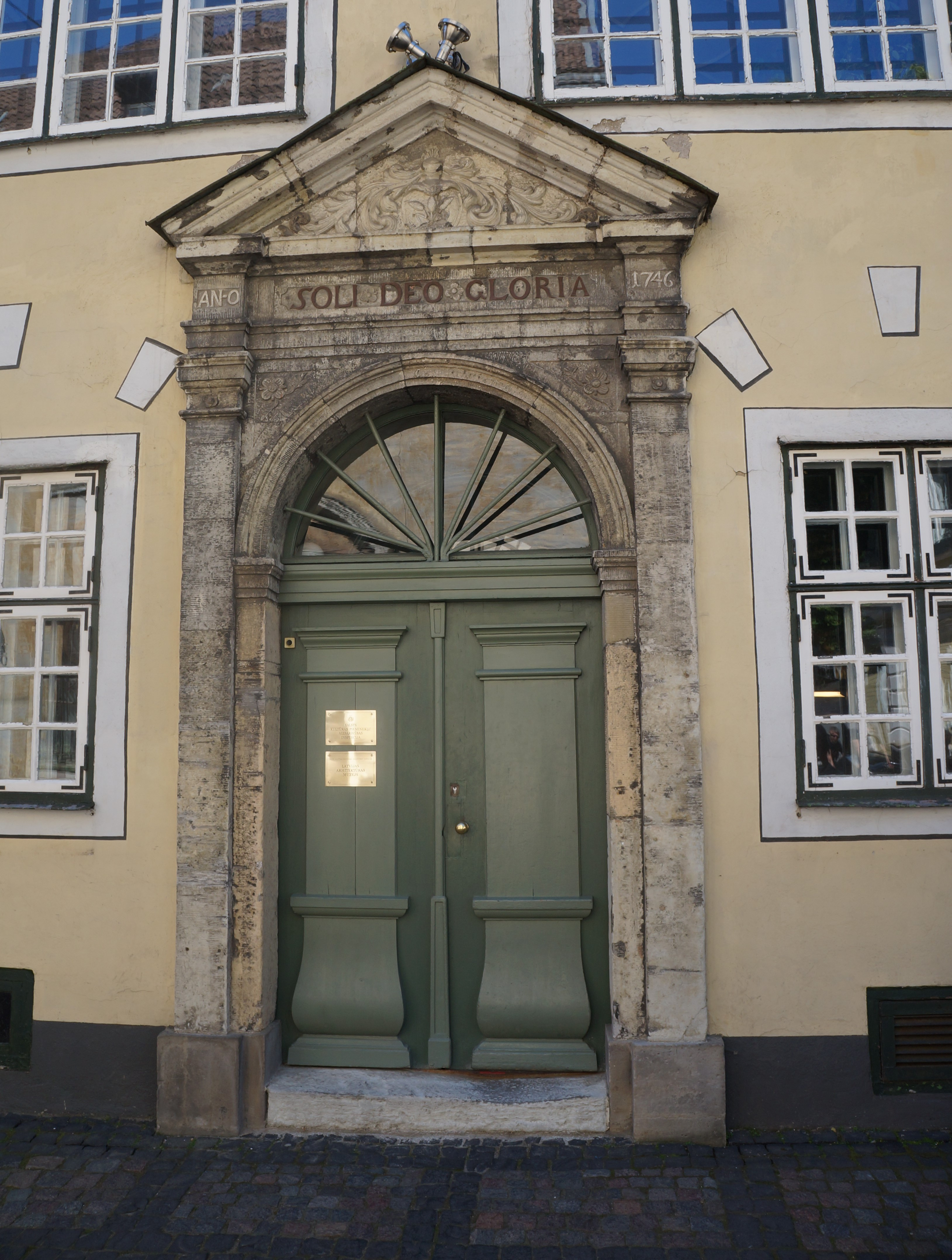
Mazā Pils 19